# Leonia mamillaris
Leonia mamillaris is een slakkensoort uit de familie van de Pomatiidae. De wetenschappelijke naam van de soort is voor het eerst geldig gepubliceerd in 1822 door Lamarck.